# غورو ميازاكي
غورو ميازاكي (باليابانية: 宮崎 吾朗 ولد في 21 كانون الثاني ,1967) هو المخرج السينمائي الياباني لأفلام الانيمي مثل والده المعروف هاياو ميازاكي. وصف غورو بانه «متردد» لمتابعة مهنة والده، على مدى عقود اختار غورو العمل في تنسيق الحدائق بدلا من إخراج أفلام الانيمي.
بعد تخرجه من جامعة شينشو من كلية الزراعة، عمل مستشارا بناء في تخطيط وتصميم المنتزهات والحدائق. في عام 1998، غورو كان شريكا في تصميم متحف جيبلي في مدينة ميتاكا في الفترة من 2001 وحتى حزيران 2005 عمل مديرا لها.